# Хавиджа
Хавиджа (араб. الحويجة‎) — центральный город округа Хавиджа в иракской мухафазе Киркук, в 45 км (28 милях) к западу от Киркука и к северу от Багдада. Население города составляет около 100 000 жителей.
В округе Хавиджа проживает около 150 000 жителей, в основном арабов-суннитов.